# Marc Rosset
Pour les articles homonymes, voir Rosset.
Marc Rosset, né le 7 novembre 1970 à Genève, est un ancien joueur de tennis professionnel suisse.
Son palmarès est riche de 15 titres en simple et 8 en double, dont une médaille d'or olympique remportée en finale du simple hommes à Barcelone en 1992. Il est le seul joueur suisse à avoir remporté les jeux olympiques de tennis en simple. Il a obtenu son meilleur classement en simple en septembre 1995 avec une 9e place. Il a été également capitaine de l'équipe de Suisse de Coupe Davis de 2002 à 2005.
Après avoir pris sa retraite, Il devient en 2023 directeur de l'Open de Genève.

## Carrière
Marc Rosset fut un joueur atypique sur le circuit ATP. De par son physique, son jeu, son caractère et ses résultats faits de succession de coups d'éclats et de contre-performances.
Grâce à sa grande taille – il mesure 2,01 m – Rosset est doté d'un service puissant. Ce coup était, avec son coup droit, les bases de son jeu porté vers l'attaque[réf. nécessaire].
La meilleure saison de Rosset fut 1992. Au cours de celle-ci, il remporte notamment la médaille d'or aux jeux olympiques de Barcelone en simple, Roland-Garros en double (avec Jakob Hlasek) et est finaliste de la Coupe Davis avec la Suisse (défaite 3-1 contre les États-Unis). Marc Rosset atteint en 1994 dans la foulée de sa victoire à l'Open de Lyon la finale de l'Open de Paris Bercy battant au passage Boris Becker en quart et Michael Chang en demi avant de céder logiquement face à Andre Agassi en finale. 1996 reste marqué par la première demi-finale de Rosset en grand Chelem à Roland-Garros. Après avoir expédié ses adversaires en trois petits sets (notamment Stefan Edberg en huitième), Marc remonte un handicap de deux sets à zéro face à l'allemand Bernd Karbacher avant de l'emporter. À sa sortie du court, il offre sa raquette à Jean-Paul Belmondo. Marc cède en demi face à Michael Stich et passe à côté de son unique chance de remporter un tournoi du grand chelem. Il aurait pu affronter Kafelnikov en finale contre qui il menait 5 à 1 dans leur confrontation.
Rosset est connu pour son franc-parler et son caractère entier qui n'ont pas toujours plu aux journalistes qui le qualifièrent de « grande gueule ». Ce caractère lui joue quelques mauvais tours comme lors du 3e match de la finale de la Coupe Hopman 1996, le double mixte avec Martina Hingis contre Iva Majoli et Goran Ivanišević. À 6-3, 6-7, 5-4, ils ratent quatre balles de match sur le service de Goran dont une litigieuse sur une ligne. C'est alors qu'il se brise le poignet en frappant une bâche publicitaire de rage,, il doit ensuite abandonner et ne peut participer à l'Open d'Australie.
La carrière et surtout la vie de Rosset ont failli prendre fin tragiquement le 2 septembre 1998. Ce jour-là, le Genevois, qui venait de perdre au 1er tour de l'US Open, devait rentrer en Suisse à bord du vol 111 Swissair New York-Genève, il ne le prend finalement pas pour rester dîner avec un ami. Dans la soirée l'avion s'écrase au large des côtes canadiennes sans qu'il y ait de survivant parmi les 229 personnes qui se trouvaient à bord.
En 2000, à l'Open 13 de Marseille, il bat son compatriote Roger Federer qui joue sa première finale. Federer raconte qu'il crut avoir laissé passer son unique chance de remporter un titre, il en gagnera finalement plus d'une centaine.
Rosset a mis officiellement fin à sa carrière en octobre 2005 à l'issue du tournoi de Bâle, après cinq dernières saisons difficiles. Il a remporté 15 titres en simple (obtenus sur toutes les surfaces et sur trois décennies différentes) et 8 titres en double. Il a figuré pendant 12 années consécutives (1989-2000) parmi les 100 meilleurs joueurs du monde, dont 11 années dans le top 50. De plus il a battu 14 joueurs qui étaient, avaient été ou seraient par la suite no 1 mondial (Connors, Lendl, Wilander, Edberg, Becker, Courier, Sampras, Agassi, Muster, Moyá, Kafelnikov, Rafter, Safin et Federer).
Depuis la fin de sa carrière, Rosset n'est pas resté inactif. Il est notamment copropriétaire d'un restaurant italien et il possède sa propre académie de tennis, tout ceci à Genève. Il est aussi occasionnellement consultant à la Radio télévision suisse sur certains tournois et coorganise le Geneva Open Challenger avec le promoteur Daniel Perroud.

## Parcours dans les tournois duGrand Chelem

### En simple
| Année | Open d'Australie | Open d'Australie | Internationaux de France | Internationaux de France | Wimbledon       | Wimbledon      | US Open         | US Open       |
| ----- | ---------------- | ---------------- | ------------------------ | ------------------------ | --------------- | -------------- | --------------- | ------------- |
| 1990  | 1er tour (1/64)  | M. Larsson       | 2e tour (1/32)           | M. Chang                 | 3e tour (1/16)  | A. Volkov      | 1er tour (1/64) | P. Cash       |
| 1991  | 1er tour (1/64)  | L.-A. Wahlgren   | 1er tour (1/64)          | A. Agassi                | 1er tour (1/64) | S. Edberg      | 1er tour (1/64) | G. Raoux      |
| 1992  | 1/8 de finale    | J. Courier       | 1er tour (1/64)          | P. Sampras               | 3e tour (1/16)  | G. Ivanišević  | 1er tour (1/64) | G. Ivanišević |
| 1993  | —                | —                | 2e tour (1/32)           | R. Krajicek              | 1er tour (1/64) | J. Eltingh     | 1er tour (1/64) | T. Woodbridge |
| 1994  | 3e tour (1/16)   | G. Stafford      | 1er tour (1/64)          | A. O'Brien               | 2e tour (1/32)  | W. Ferreira    | 3e tour (1/16)  | B. Karbacher  |
| 1995  | 1er tour (1/64)  | A. Gaudenzi      | 2e tour (1/32)           | F. Meligeni              | 1er tour (1/64) | M. Joyce       | 1/8 de finale   | Bo. Becker    |
| 1996  | —                | —                | 1/2 finale               | M. Stich                 | 3e tour (1/16)  | P. Rafter      | 1er tour (1/64) | J. Palmer     |
| 1997  | 2e tour (1/32)   | J. Tarango       | 1/8 de finale            | M. Norman                | 2e tour (1/32)  | P. Korda       | 1er tour (1/64) | À. Corretja   |
| 1998  | 2e tour (1/32)   | V. Spadea        | 1er tour (1/64)          | G. Pozzi                 | 2e tour (1/32)  | C. Wilkinson   | 1er tour (1/64) | D. Hrbatý     |
| 1999  | 1/4 de finale    | T. Enqvist       | 1er tour (1/64)          | T. Haas                  | 2e tour (1/32)  | J. Knippschild | 1er tour (1/64) | L. Hewitt     |
| 2000  | 2e tour (1/32)   | W. Black         | 2e tour (1/32)           | A. Medvedev              | 1/8 de finale   | A. Popp        | 2e tour (1/32)  | À. Corretja   |
| 2001  | 2e tour (1/32)   | C. Moyà          | 1er tour (1/64)          | O. Rochus                | 1er tour (1/64) | M. Larsson     | 1er tour (1/64) | A. Stoliarov  |
| 2002  | —                | —                | —                        | —                        | 2e tour (1/32)  | N. Escudé      | 1er tour (1/64) | S. Grosjean   |
| 2003  | 1er tour (1/64)  | R. Ginepri       | 1er tour (1/64)          | G. Kuerten               | 1er tour (1/64) | W. Moodie      | —               | —             |

N.B. : à droite du résultat se trouve le nom de l'ultime adversaire.

### En double
| Année | Open d'Australie              | Open d'Australie          | Internationaux de France       | Internationaux de France | Wimbledon                   | Wimbledon                 | US Open                      | US Open                    |
| ----- | ----------------------------- | ------------------------- | ------------------------------ | ------------------------ | --------------------------- | ------------------------- | ---------------------------- | -------------------------- |
| 1990  | —                             | —                         | 1er tour (1/32) A. Mancini     | B. Dyke L. Warder        | —                           | —                         | 2e tour (1/16) O. Delaitre   | N. Aerts D. Marcelino      |
| 1991  | 2e tour (1/16) G. Luza        | G. Connell G. Michibata   | 1er tour (1/32) J.-P. Fleurian | G. Ivanišević P. Korda   | —                           | —                         | —                            | —                          |
| 1992  | 2e tour (1/16) C. Miniussi    | R. Båthman R. Bergh       | Victoire J. Hlasek             | D. Adams A. Olhovskiy    | 2e tour (1/16) D. Nargiso   | P. Haarhuis M. Koevermans | 2e tour (1/16) J. Hlasek     | K. Evernden G. Layendecker |
| 1993  | —                             | —                         | 1er tour (1/32) J. Hlasek      | B. Pearce B. Talbot      | 1/8 de finale G. Ivanišević | G. Connell P. Galbraith   | 2e tour (1/16) G. Ivanišević | D. Eisenman D. Johnson     |
| 1994  | 2e tour (1/16) G. Ivanišević  | H. J. Davids P. Norval    | 1er tour (1/32) H. Leconte     | J. Garat M. Ruah         | —                           | —                         | —                            | —                          |
| 1995  | —                             | —                         | 1/4 de finale A. Boetsch       | J. Hlasek D. Wheaton     | —                           | —                         | 1er tour (1/32) O. Delaitre  | J. Novák D. Rikl           |
| 1996  | —                             | —                         | 1er tour (1/32) A. Boetsch     | D. Johnson F. Montana    | —                           | —                         | —                            | —                          |
| 1997  | 1er tour (1/32) G. Ivanišević | P. McEnroe S. Stolle      | 1er tour (1/32) A. Boetsch     | T. Nijssen S. Noteboom   | —                           | —                         | —                            | —                          |
| 1998  | 1er tour (1/32) T. Henman     | S. Doseděl L. Pimek       | —                              | —                        | —                           | —                         | —                            | —                          |
| 1999  | —                             | —                         | —                              | —                        | —                           | —                         | —                            | —                          |
| 2000  | —                             | —                         | —                              | —                        | 2e tour (1/16) J. Tarango   | E. Ferreira R. Leach      | 2e tour (1/16) A. Gaudenzi   | W. Ferreira I. Kafelnikov  |
| 2001  | 1er tour (1/32) A. Gaudenzi   | W. Ferreira I. Kafelnikov | 1er tour (1/32) A. Kratzmann   | M. Mirnyi D. Prinosil    | 1/8 de finale M. Safin      | M. Mirnyi V. Voltchkov    | 1er tour (1/32) A. Gaudenzi  | B. Bryan M. Bryan          |

N.B. : le nom du ou de la partenaire se trouve sous le résultat ; le nom des ultimes adversaires se trouve à droite.

## Parcours dans lesMasters 1000
| Année | Indian Wells             | Miami                     | Monte-Carlo                 | Rome                        | Hambourg                    | Canada                       | Cincinnati          | Stockholm puis Essen puis Stuttgart puis Madrid | Paris                       |
| ----- | ------------------------ | ------------------------- | --------------------------- | --------------------------- | --------------------------- | ---------------------------- | ------------------- | ----------------------------------------------- | --------------------------- |
| 1990  | —                        | 1er tour F. Santoro       | 1/4 de finale A. Chesnokov  | —                           | —                           | —                            | —                   | 1/8 de finale S. Edberg                         | 1/8 de finale S. Bruguera   |
| 1991  | 2e tour D. Rostagno      | 1/4 de finale R. Reneberg | 1er tour C. Pistolesi       | 1er tour C. Pioline         | 1er tour A. Krickstein      | —                            | —                   | 1er tour R. Agenor                              | 1er tour A. Volkov          |
| 1992  | 1er tour C. Pioline      | 3e tour M. Chang          | 1/8 de finale M. Tillström  | 1/8 de finale C. Miniussi   | —                           | —                            | 1er tour J. Grabb   | —                                               | 1er tour W. Masur           |
| 1993  | 1/4 de finale J. Courier | 1/8 de finale P. McEnroe  | 1/8 de finale À. Corretja   | 1/8 de finale G. Ivanišević | 2e tour F. Clavet           | —                            | —                   | 1/2 finale M. Stich                             | 1/8 de finale P. Sampras    |
| 1994  | 1/8 de finale D. Cahill  | 3e tour P. Rafter         | 1er tour S. Doseděl         | 1er tour J. Siemerink       | 1er tour S. Pescosolido     | 1/8 de finale J. Stoltenberg | —                   | 1/8 de finale P. Sampras                        | Finale A. Agassi            |
| 1995  | —                        | —                         | 1/8 de finale G. Ivanišević | 1er tour J. Tarango         | 1/4 de finale G. Ivanišević | 2e tour Washington           | —                   | 1/8 de finale J. Courier                        | 1/8 de finale J. Hlasek     |
| 1996  | 1er tour R. Furlan       | 1/8 de finale M. Joyce    | 1er tour R. Krajicek        | 1/8 de finale M. Ríos       | 1/8 de finale À. Corretja   | 2e tour Philippoussis        | 1er tour C. Caratti | 2e tour F. Mantilla                             | 1/4 de finale M. Gustafsson |
| 1997  | 1/8 de finale M. Chang   | 2e tour S. Doseděl        | 2e tour D. Vacek            | 1/8 de finale J. Courier    | 1er tour J. Díaz            | —                            | —                   | 1er tour D. Prinosil                            | 1er tour A. Clément         |
| 1998  | 1er tour C. Pioline      | 3e tour G. Rusedski       | 1er tour B. Ulihrach        | —                           | 1er tour S. Schalken        | —                            | —                   | 1er tour M. Norman                              | 1/8 de finale A. Agassi     |
| 1999  | —                        | 2e tour A. Pavel          | 1er tour J. Novák           | 1er tour A. Clément         | 2e tour N. Lapentti         | —                            | —                   | 1er tour J. Courier                             | 1/8 de finale M. Safin      |
| 2000  | —                        | 1er tour A. Calleri       | 1er tour T. Henman          | 1er tour Philippoussis      | 1/8 de finale M. Safin      | 1er tour A. Ilie             | 1er tour M. Ríos    | 2e tour M. Norman                               | 1/8 de finale F. Santoro    |
| 2001  | 1er tour T. Enqvist      | 1er tour H. Arazi         | 1er tour C. Moyà            | —                           | 1er tour M. Norman          | —                            | —                   | —                                               | —                           |
| 2002  | —                        | 1er tour A. Gaudenzi      | —                           | —                           | —                           | —                            | —                   | —                                               | —                           |

N.B. : sous le résultat se trouve le nom de l’ultime adversaire.

## Classement ATP en fin de saison

### En simple
| Année | 1990 | 1991 | 1992 | 1993 | 1994 | 1995 | 1996 | 1997 | 1998 | 1999 | 2000 | 2001 | 2002 | 2003 | 2004 | 2005 |
| Rang  | 22   | 60   | 35   | 16   | 14   | 15   | 22   | 31   | 32   | 39   | 28   | 125  | 93   | 125  | 213  | 944  |